# Liste des maires de Castelnau-le-Lez
Cet article dresse une liste par ordre de mandat des maires de Castelnau-le-Lez.

## Liste des maires

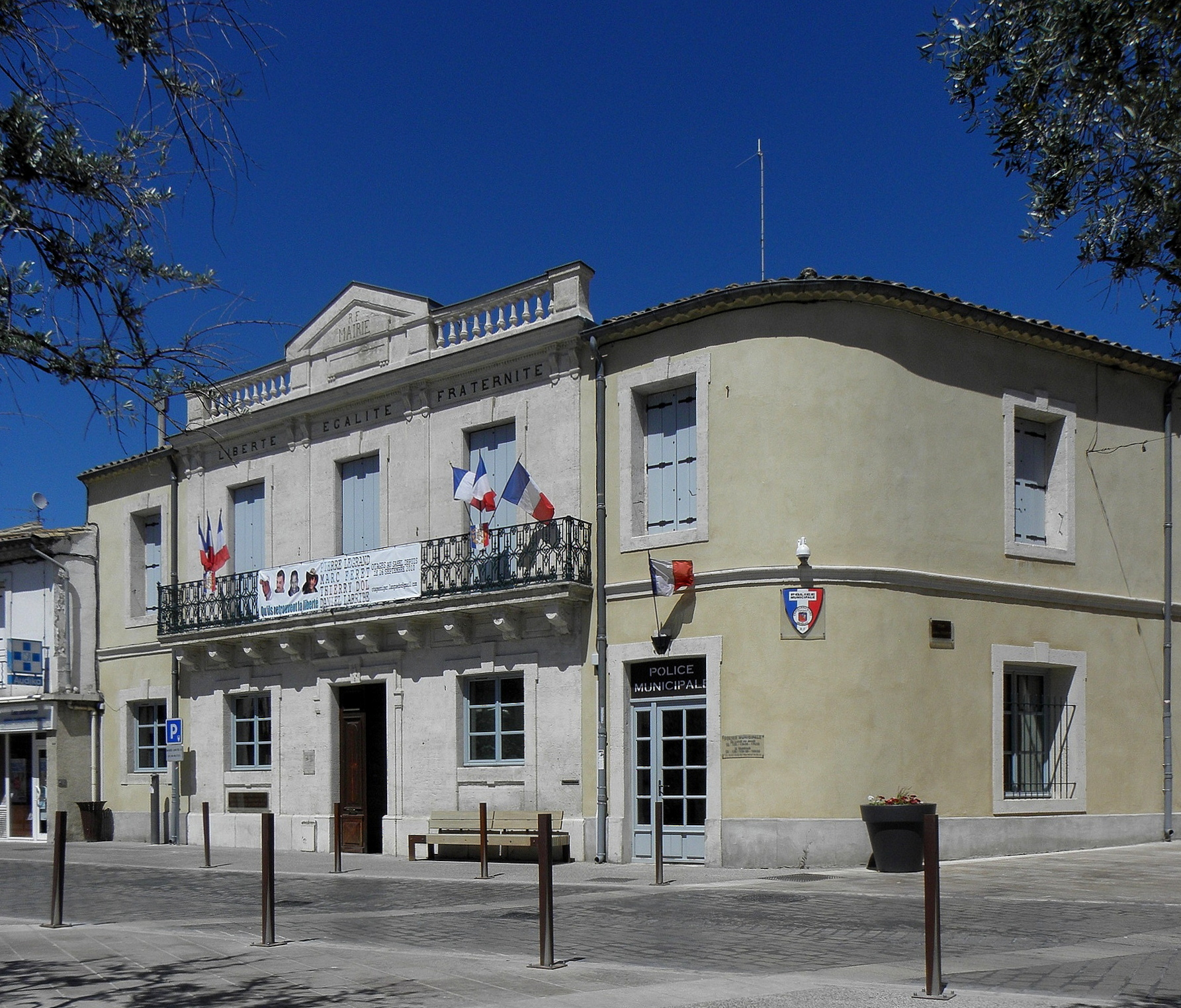
L'ancien hôtel de ville de Castelnau-le-Lez.

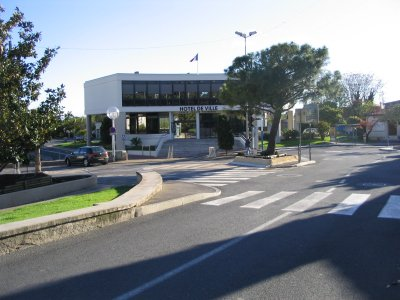
L'actuel hôtel de ville de Castelnau-le-Lez.

| Période            | Période           | Identité            | Étiquette              | Qualité |
| ------------------ | ----------------- | ------------------- | ---------------------- | --- |
| 1791               | 1791              | Berger              |                        | |
| 1791               | 1795              | Pierre Réginard     |                        | |
| 1795               | 1800              | Julien Roussel      |                        | |
| 1800               | 1815              | Pierre Réginard     |                        | |
| 1815               | 1824              | Jean Rochet         |                        | |
| 1824               | 1846              | Étienne Benech      |                        | |
| 1846               | 1848              | Antoine Clavel      |                        | |
| 1848               | 1855              | Étienne Espinas     |                        | |
| 1855               | 1861              | Jean Berger         |                        | |
| 1861               | 1863              | François Fleury     |                        | |
| 1863               | 1874              | Jean Antoine Castan |                        | |
| 1874               | 1876              | François Fleury     |                        | |
| 1876               | 1903              | Jean Antoine Castan |                        | |
| 1903               | 1908              | Noël Rocher         |                        | |
| 1908               | 1925              | Édouard Pujol       |                        | |
| 1925               | 1933              | Émile Azema         | SFIO                   | |
| 1933               | 1944              | Moïse Majurel       | SFIO                   | |
| 1944               | 1945              | François Daumas     |                        | Égyptologue Président de la délégation spéciale |
| 1945               | 1947              | Félix Molinier      |                        | |
| 1947               | 1978              | Jean Fournier       | SFIO puis PS           | Président du Syndicat mixte de Garrigues Campagne |
| 1978               | 1983              | Pierre Varray       | PS                     | |
| 14 mars 1983       | 30 septembre 2017 | Jean-Pierre Grand   | RPR → UMP (RS) puis LR | Conseiller municipal de La Cavalerie Conseiller municipal de Castelnau-le-Lez Conseiller général de Montpellier-3 Conseiller général de Castelnau-le-Lez Conseiller régional du Languedoc-Roussillon Député Sénateur |
| 30 septembre 2017, | En cours          | Frédéric Lafforgue, | LR                     | Comptable 1er vice-président du Syndicat mixte de Garrigues Campagne Conseiller municipal Adjoint au maire (-2017) Conseiller général de Castelnau-le-Lez (2002-2011) Conseiller régional                            |